# Arachniopsis
Arachniopsis is een monotypisch geslacht van schimmels behorend tot de familie Agaricaceae. Het geslacht bevat slechts een soort: Arachniopsis albicans.